# De Tabernakel (Ede)
De Tabernakel is het kerkgebouw van de Christelijke Gereformeerde Kerk in Ede in de Nederlandse provincie Gelderland. De Tabernakel wordt op zondagen en christelijke feestdagen gebruikt voor erediensten.

## Geschiedenis

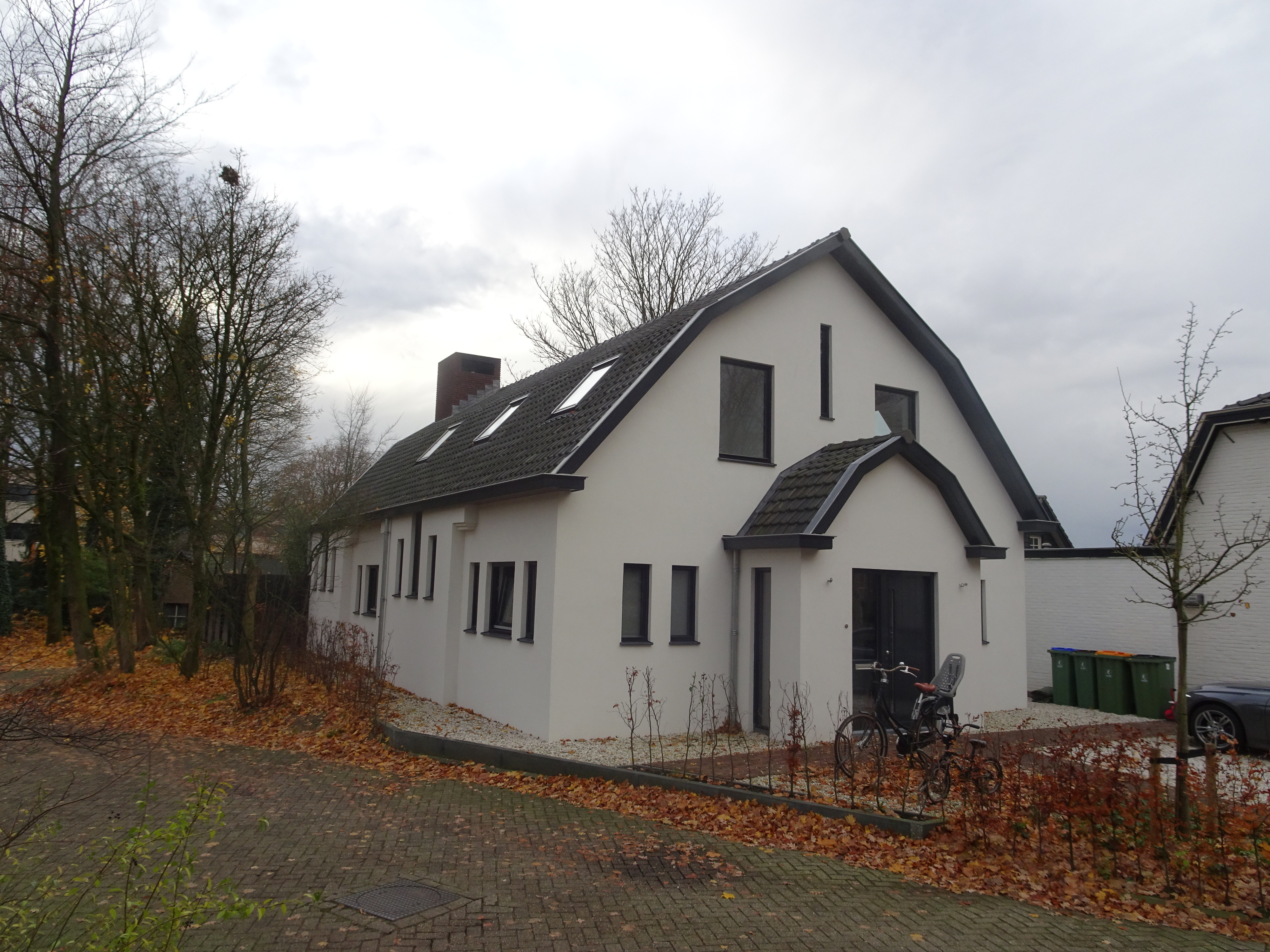
Het voormalige "Keuenkerkje" aan de Driehoek (2017)

De Christelijke Gereformeerde gemeente van Ede werd geïnstitueerd op 13 augustus 1923. Het eerste kerkgebouw dat werd gebruikt was een eenvoudig gebouw aan de Bergstraat (tegenwoordig Driehoek) in het centrum van Ede. Dit gebouw werd in de volksmond wel het Keuenkerkje genoemd. Wegens het te veranderen stratenpatroon in het begin van de jaren zeventig in het centrum, moest het kerkgenootschap verhuizen. Op de hoek van de Verlengde Maanderweg en de Kerkweg werd het evangelisatiegebouw De Meerpaal aangekocht. Dit gebouw werd gesloopt en hier verrees in 1975 de huidige Tabernakel. Opmerkelijk is dat het oude gebouw nooit is afgebroken, aangezien het betreffende stukje van de Bergstraat in de herstructurering uiteindelijk ongemoeid is gelaten. Het is later in gebruik genomen als moskee. In 2020 is de voormalige kerk/moskee aan de Driehoek omgebouwd tot woning.

## Architectuur
De architect van het gebouw is ir. G. den Butter uit Schiedam. Een oud medewerker van zijn bedrijf was lid van de Christelijke Gereformeerde Kerk in Ede en vroeg hem de nieuwe kerk te ontwerpen. Den Butter had geen ervaring met het ontwerpen van kerken en had tevens wegens ouderdom in principe zijn werk al neergelegd. Toch nam hij de opdracht aan.
De naam van de kerk grijpt terug op de Tabernakel die wordt beschreven in het Bijbelboek Exodus. Dit was de tent van de samenkomst waar de Israëlieten hun eredienst hielden gedurende te woestijnreis en vervolgens tot aan de tempelbouw van Salomo. Wanneer men de kerk betreedt, komt men achtereenvolgens in één rechte lijn over het kerkplein, door het portaal en vervolgens door de kerkzaal tot aan het liturgische centrum van de kerk waar de preekstoel, de avondmaalstafel en de doopvont staan.
De Kerk is in principe eenvoudig opgebouwd uit vierkante en rechthoekige vloeroppervlakken. Door de verspringende hoogten en bouwdelen is hier echter in het aanzicht weinig van te merken. Het gebouw is diagonaal gepositioneerd met een schuin oplopend dak, waarop zich een dakruiter met luidklok bevindt. Hetzelfde schuin oplopende dak komt terug bij het voorportaal.
Het kerkgenootschap staat bij de overheid ingeschreven onder nummer 64 en is ingedeeld bij de classis Amersfoort. Deze classis maakt weer deel uit van de Particuliere Synode van het Oosten.

## Het orgel
De geschiedenis van De Tabernakel kent twee orgels: een De Koff-orgel (1956-2004) en een Nijsse-orgel (vanaf 2004).